# Ivar Eriksen
Alf Ivar Eriksen, född 7 mars 1942 i Hamar, är en norsk före detta skridskoåkare.
Eriksen blev olympisk silvermedaljör på 1 500 meter vid vinterspelen 1968 i Grenoble.